# Dário Meira
Dário Meira is een gemeente in de Braziliaanse deelstaat Bahia. De gemeente telt 12.331 inwoners (schatting 2009).

## Aangrenzende gemeenten
De gemeente grenst aan Boa Nova, Ibicuí, Iguaí, Itagi en Itagibá.